# Розовка (Михайловский район)
Розовка (укр. Розівка) — село,
Пришибский поселковый совет,
Михайловский район (Запорожская область),
Украина.
Код КОАТУУ — 2323355401. Население по переписи 2001 года составляло 86 человек.

## Географическое положение
Село Розовка находится на расстоянии в 0,5 км от села Смиреновка и в 2-х км от пгт Пришиб.
Рядом проходит железная дорога, станция Платформа 1180 км в 1-м км.

## История
- 1925 год — дата основания.